# Marbodio de Rennes
Marbodo o Marbodio de Rennes, en francés antiguo Marbœuf, latinizado Marbodus Redoniensis (ca. 1040-11 de septiembre de 1123) fue un reconocido poeta, hagiógrafo y compositor de himnos. Fue archidiácono en Angers, Francia, y posteriormente obispo (1096-1123) y profesor catedralicio de Rennes, en Bretaña.

## Biografía
Marbodio nació cerca de Angers, en Anjou, probablemente a mediados de la década de 1030. Fue educado en Angers y al menos parte de sus primeras enseñanzas las recibió del archidiácono y maestro de la localidad Rainaldus (fallecido alrededor 1076), que a su vez habría sido discípulo de Fulberto de Chartres. Varios de los miembros de la familia de Marbodio formaban parte del séquito del Conde Folco IV de Anjou. Marbodio fue canónigo del cabildo catedralicio de Saint-Maurice de Angers desde 1068. Alrededor de 1076 se convirtió en el archidiácono principal de Angers además de maestro de la escuela catedralicia.
Fue elegido obispo de Rennes por el papa Urbano II (1088-1099) durante el Concilio de Tours (16-23 de marzo de 1096), cuando contaba con unos sesenta años. Aunque el Urbano II fue un papa reformista que seguía la tradición de Gregorio VII (1073-1085), es probable que la elección de Marbodio como obispo tuviera una componente política importante. El obispo Marbodio intentó desde el principio llevar a cabo reformas en su diócesis de Rennes, trabajando para recobrar las posesiones episcopales que habían sido alienadas por sus obispos predecesores, y tratando de transferir iglesias que eran administradas por seglares a manos eclesiásticas. Fue crítico con las prácticas extremas de Robert de Arbrissel y los predicadores itinerantes que recorrían el noroeste de Francia en la época, pero sus cartas indican que fue tolerante, e incluso favorable, a sus ideales religiosos.
Cuando tenía unos 83 años renunció a su cargo e ingresó en el monasterio benedictino de San Albino en Angers, donde permaneció hasta el final de sus días.

## Obras
Las obras en latín de Marbodio fueron reconocidas en vida. Sigeberto de Gembloux elogió el estilo inteligente del verso de Marbodio, aproximadamente entre 1110-1125. Escribió tanto en verso como en prosa, sobre temas sagrados y profanos: entre sus obras se conocen vidas de santos, ejemplos de figuras retóricas (De ornamentis verborum), una obra de consejos cristianos (Liber decem capitulorum), himnos, poesía lírica y satírica sobre diversos temas, incluidos poemas en honor de su protectora, la duquesa Ermengarda de Anjou, y al menos seis epístolas en prosa. La obra más famosa de Marbodio fue [Liber de lapidibus], un compendio en verso de la mitología y las propiedades de los minerales y las gemas, que para el siglo XIV se había traducido al francés, el provenzal, el italiano, el irlandés y el danés, siendo la primera obra de Marbodio que se imprimió.
La primera recopilación de las obras de Marbodio se publicó en Rennes en 1524 (In collectione prima operum Marbodi). Actualmente la edición más accesible de las obras de Marbodio se encuentra en la Patrologiae cursus completus... Series latina de Jacques Paul Migne, vol. 171, editado por Jean-Jacques Bourassé (París, 1854), basada en una edición de Antoine Beaugendre, Venerabilis Hildeberti primo Cenomannensis... Accesserunt Marbodi Redonensis (París, 1708). Ambas contienen numerosos errores y omisiones y deberían usarse con cautela. Entre las ediciones modernas de las obras de Marbodio se encuentra la de Antonella Degl’Innocenti, ed. Marbodo di Rennes: Vita beati Roberti (Florencia, 1995) y la de Maria Esthera Herrera, ed., Marbodo de Rennes Lapidario (Liber lapidum) (París, 2005). 
Marbodio compuso poesía lírica sobre una gran variedad de temas, incluyendo poesía amorosa francamente erótica. Muchos de sus poemas cortos se difundieron por [Florilegia], una colección recopilatoria para estudiantes. La principal discusión sobre la autoría de las poesías atribuidas a Marbodio se debe a André Wilmart, en “Le florilège de Saint-Gatien: contribution à l’étude des poèmes d’Hildebert et de Marbode,” Revue bénédictine 48(1936):3-40; 145-181; 245-258. Los poemas más radicales de Marbodio, aunque publicados en una de sus primeras colecciones, fueron omitidos por Beaugendre y Bourassé, aunque fueron impresos por Walther Bulst en Liebesbriefgedichte Marbods, dentro de Liber floridus: Mittellateinische Studien Paul Lehmann, zum 65 Geburtstaag am 13. Juli 1949, ed. Bernhard Bischoff y Suso Brechter (St. Ottilien, 1950), p. 287-301, y Lateinisches Mittelalter: Gesammelte Beitraege (Heidelberg, 1984), 182-196. 
Muchos de sus poemas hablan de hermosos muchachos y deseos homosexuales aunque rechaza los contactos físicos (Un argumento contra la cópula entre personas del mismo sexo). Esto es común en la tradición de la poesía medieval, que celebra la amistad íntima entre los hombres, mientras que generalmente denuncia la inmoralidad de las relaciones sexuales. Sin embargo algunos poemas, como aquel en que un orador envía una petición urgente para que su amado regrese si quiere que el que habla siga siéndole fiel, dan a entender que se basan en algo más que la sola invención poética.
Se puede encontrar debates sobre las obras literarias de Marbodio en los libros L’opera agiografica di Marbodo de Rennes (Spoleto, 1990) de Antonella Degl’Innocenti, y De ornamentis verborum; Liber decem capitulorum: retorica, mitologia e moralità di un vescovo poeta, secc. XI-XII de Rosario Leotta y Carmelo Crimi (Florencia, 1998).